# Pro Evolution Soccer 2019
Pro Evolution Soccer 2019 (сокр. PES 2019, япон. ワールドサッカー ウイニングイレブン 2019) — мультиплатформенная видеоигра в жанре футбольного симулятора из серии Pro Evolution Soccer от японской компании Konami, игра является девятнадцатой в данной серии игр. Официально игра была анонсирована 9 мая 2018 года. Продюсером игры является Адам Бхатти. Комментаторами игры являются Джим Беглин и Питер Друри. Слоган новой Pro Evolution Soccer 2019 «Feel The Power Of Football» что на русский означает — ощутите мощь футбола с игрой PES 2019, фотореалистичный реализм и индивидуальные игроки, новые лицензии и легендарные эксклюзивные футболисты.

## Нововведения
- Новый графический движок Enlighten — это самая передовая в мире технология динамического освещения, обеспечивающая глобальное освещение в реальном времени на платформах для мобильных, настольных и виртуальных реальностей (VR).
- Лицензированные лиги — в новой Pro Evolution Soccer 2019 добавят 7 новых лицензированных лиг[2]:
- Чемпионат Аргентины по футболу (Superliga Quilmes Clasica)
- Чемпионат Дании по футболу (Superliga)
- Чемпионат Португалии по футболу (Liga NOS)
- Шотландская Премьер-лига (Ladbrokes Premiership)
- Чемпионат Швейцарии по футболу (Raffeisen Super League)
- Чемпионат Бельгии по футболу (Jupiler Pro League)
- Российская премьер-лига (Russian Premier League).
- Чемпионат Турции по футболу (Spor Toto Süper Lig)

РПЛ заявлен эксклюзивом, так как Konami стала генеральным спонсором лиги. Контракт рассчитан ровно на год.
- Снег — после Pro Evolution Soccer 6, в следующих частях серии Pro Evolution Soccer не было снега.
- Газон — отличается в разное время суток.
- Солнце — во время футбольного матча оно будет двигаться.
- myClub — полностью изменён. В этом году в режиме myClub произойдут самые большие изменения. Вы сможете получать сильных игроков, играть в кооперативном режиме или мериться силами с соперниками в PES LEAGUE.

## Дата выхода
Новая Pro Evolution Soccer 2019 вышла 30 августа 2018 года по всему миру.

### Отзывы
| Сводный рейтинг       | Сводный рейтинг                        |
| Агрегатор             | Оценка                                 |
| --------------------- | -------------------------------------- |
| GameRankings          | 75,58 %                                |
| Metacritic            | (PC) 80/100 (PS4) 79/100 (XONE) 82/100 |
| Русскоязычные издания |                                        |
| Издание               | Оценка                                 |
| «Игры Mail.ru»        | 7,5/10                                 |

Игра получила в основном положительные отзывы критиков.